# 나카다 요헤이
나카다 요헤이(일본어: 中田 洋平, 1983년 11월 11일 ~ )는 일본의 전 축구 선수이다.

## 구단 경력
과거 카탈레 도야마에서 활동하였다.